# Shunsuke Ueda
Shunsuke Ueda (født 4. april 1988) er en japansk fodboldspiller.
Han har spillet for flere forskellige klubber i sin karriere, herunder Fukushima United FC og Kagoshima United FC.